# NGC 1859
NGC 1859 је расејано звездано јато у сазвежђу Златна риба које се налази на NGC листи објеката дубоког неба.
Деклинација објекта је - 65° 14' 59" а ректасцензија 5h 11m 31,8s. Привидна величина (магнитуда) објекта NGC 1859 износи 12,3 а фотографска магнитуда 12,7. NGC 1859 је још познат и под ознакама ESO 85-SC50.